# Michail Kasjanov
Michail Michailovitsj Kasjanov (Russisch: Михаил Михайлович Касьянов) (Solntsevo, 8 december 1957) is een Russisch politicus. Hij was premier van Rusland van 2000 tot 2004. Hij is sinds april 2006 leider van de partijbeweging Democratische Volksunie.

## Levensloop
Kasjanov werd geboren in de stad Solntsevo in oblast Moskou. Tussen 1976 en 1978 diende hij in het Rode Leger. Van 1978 tot 1981 werkte hij als technicus en later als ingenieur bij het ontwerp en wetenschappelijk onderzoeksinstituut voor industrieel transport van de Staatsplanningscommissie van de Sovjet-Unie. Van 1981 tot 1990 was hij respectievelijk ingenieur, econoom en hoofd van het Departement van Buitenlandse Economische Relaties van de Staatsplanningscommissie van de RSFSR. In 1983 studeerde hij af aan het Instituut voor Automobiel en Weg van Moskou (MADI) van de Technische Staatsuniversiteit van Moskou en behaalde tevens de hoogste economische klasse van het Gosplan van de Sovjet-Unie met als specialiteit bouwingenieur.

### Carrière in de Russische regering
Van 1990 tot 1991 was hij hoofd van een subdepartement van Buitenlandse Economische Relaties van de Staatscommissie van Economie van de RSFSR. In 1991 werd hij vicehoofd en daarna hoofd van het subdepartement van Buitenlandse Economische Relaties van het Ministerie van Economie van de Russische Federatie. Van 1992 tot 1993 was hij hoofd van een onderafdeling van het Algemeen Departement van het Ministerie van Economie van de Russische Federatie. Van 1993 tot 1995 was hij eerst manager en later hoofd van het Departement voor Buitenlandse Kredieten en Buitenlandse Schulden van het Ministerie van Economie van de Russische Federatie en werd hij lid van de Raad van het Ministerie van Financiën. In 1995 werd hij aangesteld als viceminister van Financiën.
In mei 1999 werd Kasjanov minister van Financiën tijdens de regeringsperiode van Sergej Stepasjin en behield deze bij de overgang naar de regeringsperiode van Vladimir Poetin in hetzelfde jaar. In juni 1999 werd hij lid van de Russische Veiligheidsraad. In januari 2000 werd hij benoemd tot vicepremier nog onder de regering van Poetin, wat hij naast zijn ministerschap van Financiën vervulde, daar Poetin te druk was met het vervullen van zijn functie als waarnemend president, na het aftreden van Boris Jeltsin op 31 december 1999. In die tijd kreeg Kasjanov de bijnaam "meneer staatsschuld" vanwege zijn succesvolle onderhandelen over de afbetaling van de Russische staatsschuld in februari 2000, waarbij een groep van Westerse banken de staatsschuld van toen omgerekend bijna 32 miljard? dollar wist te verlagen met 36,5% en af wist te spreken dat het restant mocht worden terugbetaald over een periode van dertig jaar.

### Premier van Rusland
Toen Poetin president werd van Rusland op 7 mei 2000, werd Kasjanov benoemd tot waarnemend premier naast zijn positie als minister van Financiën. Op 17 mei 2000 werd hij met 325 tegen 55 stemmen verkozen tot premier van Rusland. Na Viktor Tsjernomyrdin had hij de langste ambtsperiode van de premiers van de post-Sovjetperiode. Tijdens zijn ambtsperiode kreeg hij de naam "Misja twee procent" vanwege beschuldigingen als zou hij 2% smeergeld hebben geëist voor door de overheid gefinancierde leningen aan bedrijven. Deze beschuldigingen werden echter nooit onderzocht en er is geen bewijs voor gevonden. Desondanks bleef hij de bijnaam houden tijdens zijn hele ambtsperiode. Hij kreeg wel veel waardering voor het brengen van stabiliteit en economische groei, na een periode van onrust en armoede De hoge olie en gasprijzen vormden daarvan slechts een onderdeel. In 2003 noemde Kasjanov de arrestatie van Platon Lebedev, mededirecteur van de Menatepbank en een van de mede-eigenaren van Yukos, een "extreme maatregel". Hij is ook bevriend met Aleksandr Volosjin, die aftrad omdat hij het niet eens was met de gang van zaken rond de arrestatie van Michail Chodorkovski. Op 24 februari 2004, vlak voor de presidentsverkiezingen van 2004 werd hij plotseling samen met zijn hele kabinet ontslagen door president Poetin, wat als een verrassing kwam voor de wereld. Na de herverkiezing van Poetin werd het hele kabinet in ere hersteld onder leiding van Michail Fradkov als premier, maar Kasjanov werd niet weer gevraagd. Kasjanov was samen met Poetin de laatste van de zogenoemde "(oude) familie" rond Boris Jeltsin en had bovendien nauwe relaties met grote bedrijven, waar Poetin mogelijk vanaf wilde.

### Kritiek op Poetin en beschuldigingen
Na zijn afzetting bleef het een jaar stil rond Kasjanov, waarin hij geen verklaringen aflegde of deelnam aan het openbare leven en zich richtte op onderzoeks- en adviesactiviteiten. Maar 1 jaar na zijn afzetting, op 24 februari 2005, gaf hij een persconferentie waarin hij verklaarde op de vraag of hij zich kandidaat zou stellen voor de presidentsverkiezingen van 2008 dat "alles mogelijk was". Hij werd hierin voorzichtig gesteund door de miljardairs Leonid Nevzlin van Yukos en Boris Berezovski (beiden het land uitgevlucht nadat openbare onderzoeken naar hun handelwijzen waren ingesteld in Rusland). Nevzlin noemde hem de "beste premier" en Berezovski noemde hem de "ideale" oppositieleider. Anatoli Tsjoebajs en voormalig schaakkampioen Garri Kasparov steunden hem ook.
Ook bekritiseerde hij het beleid van president Poetin door te verklaren dat de economische groei vertraagd moest worden. Hij verklaarde dat "het land in de verkeerde richting ging" door "een herstel van een sovjetsysteem met elementen van staatskapitalisme", en dat de overheid van Rusland de "democratische basis van het grondwettelijk systeem" bezig was af te breken, waarmee hij doelde op het vervangen van verkiezingen door de directe benoeming van de gouverneurs van de deelgebieden en van de gemeenteraden, het verhogen van de kiesdrempel bij de verkiezingen voor de Staatsdoema van 5% naar 7%. Hij verklaarde zelfs dat er in Rusland geen scheiding bestaat van autoriteiten, geen onafhankelijke rechterlijke macht bestaat, geen mediavrijheid is en geen bescherming voor particulier eigendom.
Deze verklaringen leiden waarnemers ertoe te verklaren dat Kasjanov het liberale kamp had gekozen tegen Poetin en dat hij zou kunnen verschijnen als leider van de "verenigde democratische oppositie" bij de parlementaire verkiezingen voor de Doema in 2007 en bij de presidentsverkiezingen in 2008. De beide oppositiepartijen; Jabloko en de SPS waren er bij de vorige Doemaverkiezingen van 2003 namelijk niet in geslaagd om voldoende stemmen te bemachtigen voor een plaats in de Doema en waren er ook niet in geslaagd om samen te gaan.
De verklaringen werden gedaan in de tijd dat impopulaire welzijnshervormingen werden doorgevoerd die Poetin deden dalen in de peilingen en toen Ruslands internationale reputatie een deuk had opgelopen door de rechtszaak rond Yukos. Misschien daarom kwam er op dat moment plotseling een grote stroom belastend materiaal over Kasjanov naar buiten in de media, zoals ook in de jaren 90 was gebeurd bij premier Sergej Kirienko, toen deze achterstallige belastingen wilde vorderen van machtige oligarchen.

### Datsja-Schandaal
Op 11 juli 2005 kwam Doema-afgevaardigde Aleksandr Chinsjtejn van de partij Verenigd Rusland, een schandaaljournalist die bekendstond vanwege de belangrijke functionarissen en politici die hij tijdens de glasnost door belastend materiaal in diskrediet gebracht had, deze keer met belastend materiaal over Kasjanov. De Russische openbare aanklager verklaarde op 11 juli de privatisering van twee huizen die eerder van de staat waren te gaan onderzoeken. Volgens Chinsjtejn waren in 2003 twee luxe overheidshuizen verkocht in opdracht van Kasjanov, waarvan een ooit had toebehoord aan de tweede secretaris van het TSK KPSS Michail Soeslov en waarvan een in handen zou zijn gekomen van het bedrijf Art-groep (Sosnovka-1) en een van een dochteronderneming van de Alfa Bank van oligarch Michail Fridman (Sosnovka-3) voor zeer lage prijzen. Deze verkoopprijs was volgens Chinstein 11.000.100 roebel ($346.100; verkoopwaarde $27.127.167). De verkoop zou volgens de wettelijke manier zijn openbaar gemaakt in het relatief onbekende vastgoedblad Zjilje i Reformy met lage oplage, tijdens Kasjanovs vakantie in het buitenland. In eerste instantie werd gedacht dat de hele oplage was opgekocht door iemand en dat de betreffende uitgave daardoor nooit publiek werd, maar later zeiden onderzoekers dat het hele bericht nooit was gepubliceerd. De verkoop was gehouden onder het voor de wet verplichte minimum van 3 bieders. Deze 3 bieders waren echter allemaal geregistreerd op 1 adres. Het winnende bedrijf Amelia verkocht het door aan een van de verliezende partijen; Art-groep. In februari 2005 kochten Kasjanov en zijn vrouw Irina het bedrijf Art-groep. Het is niet duidelijk wie de eigenaar was bij de veiling van de huizen. In 1996 was een contract gesloten voor een 49-jarige lease van sosnovka-1 en 3 door het oliebedrijf Evichon, wat de lage prijs zou kunnen verklaren volgens Fridman, maar een week na de verkoop verkocht Evichon voor $720.000 de lease door aan Art-groep. Volgens eigenaar Sjalva Tsjigirinski van Evichon, was men er niet op de hoogte van dat Art-groep uiteindelijk eigendom zou worden van Kasjanov en hadden ze alleen te horen gekregen dat de overheid van hen vroeg om de huizen terug te geven en dat ze dit hadden gedaan na het terugkrijgen van de door hen betaalde rente ($720.000 volgens Chinsjtejn).
De aanklacht werd door de openbare aanklager gebaseerd op artikel 165 lid 3 van het Russische Wetboek van Strafrecht; "Het veroorzaken van zeer grote materiële schade jegens een bezitter van een eigendom door fraude of misbruik van vertrouwen zonder bewijs van diefstal" (причинение имущественного ущерба в особо крупном размере путем обмана или злоупотребления доверием).
Kasjanov verklaarde dat hij geen enkel bedrijf bezat tijdens zijn premierschap en dat al zijn handelsaangelegenheden na zijn ontslag wettelijk zijn verlopen, maar ontkende noch erkende dat hij het bedrijf Art-groep bezit. Chisjtejn verklaarde op 5 september 2005 dat Alfa Bank van Fridman Kasjanov een lening gaf van $720 000 aan Amelia, die het gebruikte voor de aankoop van sosnovka-1 in januari 2004, waarna Amelia het doorverkocht aan Art-Groep voor hetzelfde bedrag in september 2004. Een week na de veiling van januari won een van Fridmans bedrijven de inschrijving voor een driejarige exploitatie van luchthaven Sjeremetjevo, volgens velen met hulp van Kasjanov.
Fridman werd later gesommeerd om Sosnovka-3 terug te geven aan de overheid, maar Kasjanov hoefde Sosnovka-1 niet terug te geven omdat hij de transactie in goed vertrouwen had verricht, al werd de verkoop wel illegaal verklaard door een rechtbank in Moskou. Kasjanov is tot op heden niet veroordeeld en er is tot op heden onvoldoende bewijs om hem aan te klagen. Door liberale Russische politici en de media werd het schandaal gezien als een poging om Kasjanov in diskrediet te brengen vanwege zijn uitlatingen over Poetin. Op 16 maart 2007 oordeelde een Moskouse rechtbank alsnog dat Sosnovka-1 moet worden teruggegeven aan de Russische staat en moest hij 108.135.000 Roebel (± 3,13 miljoen euro) schadevergoeding betalen aan de overheid voor het illegaal gebruiken van het huis. Kasjanov verklaarde daarop in beroep te willen gaan tegen de beslissing.

### Verkiezingen DPR
In november 2005 verklaarde Kasjanov dat hij van plan was om de Democratische Partij van Rusland (DPR) te gaan leidden en deze te gebruiken in zijn weg naar het presidentschap en wilde hiervoor een stemming organiseren in de partij. Daarop werd door tegenstanders voor zijn verkiezing in december snel een eigen verkiezing georganiseerd, waarbij in plaats van Kasjanov Andrej Bogdanov werd verkozen en waarbij aanhangers van Kasjanov verboden werd om naar binnen te gaan. Volgens een aantal partijleden werd hen duizenden dollars geboden als ze op Bogdanov zouden stemmen. Een tegenverkiezing haalde niet genoeg stemmen, waardoor Bogdanov definitief werd verkozen.

### Presidentsverkiezingen van 2008
Op 8 april 2006 richtte Kasjanov de Democratische Volksunie op, een niet-gouvernementele organisatie die hem moest steunen in zijn strijd om de presidentsverkiezingen. Hij werd hierin gesteund door onder andere Irina Chakamada (deed mee aan de presidentsverkiezingen van 2004), Ivan Starikov en Konstantin Merzlikin. Kasjanov verklaarde bij de oprichting dat hij een verband wilde van liberale partijen waaronder de Unie van Rechtse Krachten en Jabloko. Kasjanov was een van de initiatiefnemers van de oprichtingsconferenties van Een Ander Rusland en nam deel aan de "Marsen van de Ontevredenen" in de grote steden tegen het beleid van Poetin, die elke keer steevast uitmondden in het oppakken van demonstranten door de militia en de OMON. Tegen 2007 had de Democratische Volksunie regionale afdelingen in 70 Russische regio's en in juni van dat jaar werd hij door de Democratische Volksunie genomineerd voor de presidentsverkiezingen van 2008. In september richtte hij op basis van de Democratische Volksunie de partij Mensen voor Democratie en Recht (Narod zademokratiejoe i spravedlivost of NDS) op en werd verkozen tot voorzitter hiervan. In december 2007 werd hij als presidentskandidaat genomineerd door zijn partij en op 16 januari 2008 verklaarde hij de benodigde 2 miljoen handtekeningen binnen te hebben (in totaal 2,22 miljoen) die waren benodigd voor kandidaatstelling. Later die maand verbood de Centrale Kiescommissie van Rusland zijn kandidaatstelling echter op grond van het argument dat meer dan 5% van de handtekeningen niet zouden kloppen (in totaal zou 13,36% niet kloppen). Kasjanov verklaarde dat Poetin zelf de opdracht had gegeven om zijn kandidatuur te verhinderen en dat de verkiezingen een 'farce' waren en riep de bevolking op om de verkiezingen te boycotten.
Eind 2010 richtte Kasjanov samen met Boris Nemtsov en anderen PARNAS op, Partij van de Vrijheid van het Volk. Eind juni 2011 echter besliste het ministerie van justitie, dat PARNAS niet voldeed aan de eisen van de Russische kieswet. Kasjanov stelde vast dat van de verkiezingsbelofte van president Medvedev om het politieke bestel opener te maken, niets was terechtgekomen.